# Покровка (хутор, Наро-Фоминский район)
Покровка — хутор в Наро-Фоминском районе Московской области, в составе сельского поселения Ташировское. Население — 1 чел. (2010). До 2006 года Покровка входила в состав Ташировского сельского округа.
Хутор расположен в западной части района, на месте бывшего пионерлагеря), примерно в 6 км к северу от города Наро-Фоминска. Ближайший населённый пункт — Малые Семенычи в 0,5 км на запад и Иневка в 0,7 км на юго-запад.

## Население
| 2002 | 2006 | 2010 |
| ---- | ---- | ---- |
| 6    | ↘1   | →1   |